# 神禾原
神禾塬简写作神禾原，是今西安市长安区城区（韦曲镇）东南侧的一块黄土沉积台地。位置大约以皇甫乡为中心，在申店乡以南，王曲镇以北，黄良乡以东，樊村乡以西。